# Synthetic Breed
Synthetic Breed ist eine australische Progressive-, Death- und Industrial-Metal-Band aus Melbourne, die 1999 gegründet wurde.

## Geschichte
Die Band wurde 1999 gegründet, hatte jedoch noch keine stabile Besetzung. 2001 fanden sich der Gitarrist Vincent Zylstra, der Bassist Jonas Bahlo und der Sänger Mark Condello zusammen, ehe im folgenden Jahr der Gitarrist Reza Nasseri dazukam. Ihren ersten Auftritt hielt die Band am 13. Juni 2003 mit Animism, Apocolypse.com und Tribal Clown im Melbourner Arthouse ab, wobei sie hierbei noch einen Drumcomputer verwendete. Erst im März 2004 nahm der Schlagzeuger Daniel Luttick diesen Posten ein. In der Zwischenzeit erschien 2003 eine erste selbstbetitelte EP. Die Aufnahmen hierzu hatten Ende 2002 in den Embryonic Studios in Melbourne unter der Leitung von Vincent Zylstra stattgefunden. Nach nur zwei Konzerten mit Luttick in der Besetzung verließ Condello die Besetzung, übergangsweise übernahm daraufhin Nasseri den Gesang. Die ersten Auftritte nach Lutticks Ausstieg fanden ab Anfang Oktober 2004 statt. 2005 wurde mit Callan Hughes ein neuer Sänger gefunden. Das erste komplette Konzert mit Hughes wurde am 16. April im Revolver in Prahran mit Inhumane, Paroxysm and Sole Doubt gegeben. Bereits am 13. April war Hughes für einen halben Auftritt für Nasseri eingesprungen, der an einer schweren Erkältung litt. Zuvor hatte er auch schon einige Zeit mit der Gruppe geprobt. Zudem wurde die EP Fractured im April und Mai 2005 in den Embryonic Studios wieder unter der Leitung von Vincent Zylstra aufgenommen und im September veröffentlicht. Vor dem offiziellen Erscheinen publizierte die Gruppe eine „Albury“-Version in einer Auflage von 30 Stück in Eigenveröffentlichung vorab. Diese Version enthält ein anderes Artwork, ein alternatives Intro-Sample zu Catatonic und keinen Gesang. Nach der offiziellen Veröffentlichung war die Band zusammen mit Arch Enemy zu sehen. Mitte 2006 nahm die Band in Deutschland am With Full Force teil. Im selben Jahr wurde Nasseri durch Darcy Mildren ersetzt. Aufnahmen des With Full Force wurden im Mai 2007 als Live-Album veröffentlicht. Im selben Jahr erschienen sogenannte „Redux“-Versionen der bisher erschienenen EPs. Die selbstbetitelte EP wurde neu gemastert und enthält zehn Bonuslieder. Hierbei ist unter anderem das Lied Censorship of Common Knowledge enthalten, in dem Nick Bose am Schlagzeug zu hören ist. Bose war der Band mehrfach bei-, dann aber wieder ausgetreten; er war mit der Gruppe jedoch nie live zu sehen. Die „Redux“-Version von Fractured wurde neu abgemischt und gemastert und enthält zwei Bonussongs. Im Februar 2008 schloss sich das Debütalbum Catatonic an, das bereits 2006 aufgenommen worden war. Die Aufnahmen hatten erneut in den Embryonic Studios mit Zylstra stattgefunden. Im September verließ Mildren die Besetzung, woraufhin die Band zunächst zu viert fortfuhr. Nach einer Pause im Jahr 2009 beendete die Band 2010 die Arbeiten zum nächsten Album. Nach der Fertigstellung kehrte Jonas Bahlo nach Deutschland zurück, woraufhin Luke Thiel als Ersatz dazukam. Ab Anfang 2011 übernahm die Sängerin Mares Refalæða den Posten von Hughes. Im Juli ging die Band aufgrund der Veröffentlichung des Albums Perpetual Motion Machine auf nationale Tournee. 2012 erschien die EP Zero Degrees Freedom. Im Juni verließen Refalæða und Thiel die Band und Hughes und Bahlo kehrten zurück. Im Oktober des Jahres nahm die Band in Köln am Euroblast Festival teil. 2013 folgte mit Formulated Chaos die nächste EP.

## Stil
Laut Brian Giffin in seiner Encyclopedia of Australian Heavy Metal spielt die Band „cyber death metal“, der sowohl musikalisch als auch konzeptionell an Fear Factorys Demanufacture erinnere, wobei die Gruppe auch Groove-Elemente einarbeite. Laut der Bandbiografie auf syntheticbreed.com bezeichnete die Band selbst ihre Musik als „cyber metal“. Einige Lieder, die die Band spiele, seien noch in der Zeit vor Synthetic Breed geschrieben worden, in Gruppen wie Cybernetics oder Neuro Connectivity. Im Interview mit dem Metal Hammer gab die Band an, dass sie durch Fredrik Thordendal, Devin Townsend, James Hetfield, David Gilmour, Geddy Lee, Maynard Keenan und Virgil Donati beeinflusst wurde. Für sie selbst sei ihre Musik „Riff-lastiger, polyrhythmischer Cyber Metal mit einer Melodie-Injektion“. In derselben Ausgabe rezensierte Björn Thorben Jaschinski Fractured. Die Musik weise leichte Ähnlichkeiten zu Die Krupps auf. Durch den vorher genutzten Drumcomputer habe man den entmenschlichten und kalten Charakter der Musik zwar besser unterstreichen können, jedoch könne die Band nun durch den Einsatz des Schlagzeuglehrers Luttick die polyrhythmischen Elemente besser ausarbeiten. Technisch sei die Band auf demselben Niveau wie Alchemist, allerdings bevorzuge die Band statt hypnotischer Rhythmen „die Aufgekratztheit von Meshuggah-Arrangements“. In den Songs gebe es „Wechsel von harten Strophen mit Death-Metal-Stimme und oftmals melodisch gesungenen Refrains“, wodurch die Gruppe durch Fear Factory und Devin Townsend beeinflusst klinge. Justin Donnelly von themetalforge.com ordnete die Band in seiner Catatonic-Rezension dem Progressive- und Industrial-Metal zu und bezeichnete die Musik als Mischung aus Meshuggah, Mnemic, Strapping Young Lad und Fear Factory. Die Gruppe vereine dabei die ungewöhnlichen Taktangaben von Meshuggah, die maschinenartige Präzision von Fear Factory und die Intensität von Strapping Young Lad. Insgesamt sei die Musik melodischer und brutaler als zuvor und das Songwriting habe sich verbessert. Bastian von metal.de schrieb in seiner Rezension zu Perpetual Motion Machine, dass hierauf das Chaos von Meshuggah und der Industrial von Fear Factory vereint werde. Die Lieder seien vielschichtiger und reifer als auf den Veröffentlichungen zuvor. Das Album sei weniger kalt, steril und künstlich als Catatonic. Der Song Molecular Self Assembly lasse sich in die Djent-Nische einordnen. Die Lieder seien wie bei den Vorgängern progressiv und polyrhythmisch.

## Diskografie
- 2003: Synthetic Breed (EP, Eigenveröffentlichung)
- 2005: Fractured (EP, Symbiotic Records)
- 2007: With Full Force – Live in Germany (Live-Album, Eigenveröffentlichung)
- 2007: Synthetic Breed – Redux (EP, Eigenveröffentlichung)
- 2007: Fractured – Redux (EP, Eigenveröffentlichung)
- 2008: Catatonic (Album, Faultline Records)
- 2010: Perpetual Motion Machine (Album, Symbiotic Records)
- 2011: Convergence (Kompilation, Rogue Records America)
- 2012: Zero Degrees Freedom (EP, Symbiotic Records)
- 2013: Formulated Chaos (EP, Rogue Records America)